# Osamění (Hvězdná brána)
Osamění je 18. epizoda 1. řady sci-fi seriálu Hvězdná brána.

## Děj
V SGC je vyhlášen poplach kvůli neplnované aktivaci hvězdné brány. Je přijat signál SG-1. Daniel Jackson a Teal'c proletí skrze bránu. Hvězdná brána je přetížená a červí dára se zavře, aniž by plukovník Jack O'Neill nebo kapitán Samantha Carterová prošli. Jackson a Teal'c nechápou: byli těsně za nimi.
Carterová a vážně zraněný O'Neill se ocitnou v ledové jeskyni. O'Neill má zlomenou nohu a Carterová mu s potížemi dává dlahu. Carterová začne zkoumat jeskyni a poznamenává, že vidí světlo v některé z puklin nahoře, což naznačuje, že nejsou pohřbeni velmi hluboko.
V SGC, Dr. Jackson a Teal'c se domnívají, že když byla SG-1 pod palbou skupiny Jaffů, a když se pokoušeli dostat zpět na Zemi, několik výstřelů z tyčové zbraně zasáhlo bránu, což způsobilo nárůst energie. Toto vytvořilo poruchy a způsobilo, že červí díra přeskočila na jinou bránu, která jak Dr. Jackson teoretizuje, je někde na trase mezi planetami P4A-771 a Zemí. O'Neill a Carterová jsou na některé z nich. Několik SG týmů je vysláno, aby se pokusili oba najít, ale marně. Nakonec Generál George Hammond informuje Jacksona, že musí oba prohlásit za nezvěstné a přestat hledat.
Mezitím se v ledové jeskyni, Carterová najde DHD zamrzlé v ledu a začne je vyhrabávat. O'Neill má bolesti a zjišťuje, že má také zlomené žebro. Nakonec vyhrabou DHD, ale když se Carterová snaží vytočit Zemi, poslední zámek nezapdane.
Zpět v SGC. Jackson se snaží najít nějaké řešení. V okamžiku, když Carterová zadávala adresu, rozsvítily se i zámky na bráně v SGC a byly cítit vibrace. Daniela napadlo, že na Zemi možná existuje druhá brána. Pokud nemá tlumiče, bude se při zadávání adresy silně otřásat. Tyto otřesy by měly zaznamenat i seismografy. Je nutné porovnat seismickou aktivitu po celém světě s časem poruchy brány. V jednom případě se seismické údaje v daném čase shodují... zdroj je na Antarktidě.
Generál Hammond, Daniel Jackson a Teal’c se spolu se záchrannými týmy vydávají na Antarktidu a nacházejí oba pohřešované členy SG-1. Generál Hammond nařizuje převézt antarktickou bránu do Oblasti 51.